# Абольник, Ольга Григорьевна
Ольга Григорьевна Абольник (10 апреля 1906, Москва, Российская империя — 3 ноября 1996, там же, Россия) — советский и российский кинокритик, библиотекарь.

## Биография
Родилась 10 апреля 1906 года в Москве. Она вместе с родителями жила в доме, где жила Лиля Брик, и поэтому, когда поэт Владимир Маяковский навещал Лилю Брик, то часто брал подростка Оленьку с собой на поэтические вечера, и у той появилась любовь к поэзии, поскольку её родители дружили с Лилей Брик. Чуть позже она переехала в дом актёров на улице Бахрушина. В 1923 году поступила в Литературный институт имени Брюсова, которая она окончила в 1925 году. С 1925 по 1926 год она работала счетоводом в Торгово-промышленном обществе, с 1927 по 1931 год она работала в должности библиотекаря, с 1931 по 1935 год работала в управлении кинофикации, с 1935 по 1941 год работала ответственным секретарём редакции в журналах «Советское кино» и «Искусство кино». В 1941 году в связи с началом ВОВ была эвакуирована в Алма-Ату По прибытии устроилась на работу на Ташкентскую киностудию, где в 1942 году работала референтом директора и заведующей информбюро. В том же году заняла должность критика, т.е стала писать статьи в популярных советских газетах и журналах: «Работница», «Советская женщина», «Советский фильм», «Советский экран» и «Союзинформкино». В 1972 году была одним из авторов книги Мастера советской мультипликации. Была вынуждена по состоянию своего здоровья переехать в дом ветеранов кино в районе Матвеевское, а свою квартиру — предложить своим друзьям, актёрам Александру Кайдановскому и Евгении Симоновой.
Скончалась 3 ноября 1996 года в Москве в доме ветеранов кино.